# Berberis dictyoneura
Berberis dictyoneura är en berberisväxtart som beskrevs av Camillo Karl Schneider. Berberis dictyoneura ingår i släktet berberisar, och familjen berberisväxter. Inga underarter finns listade i Catalogue of Life.